# リバティアイランド
競走馬におけるリバティアイランドとは、
- 日本の2020年生まれの競走馬。

リバティアイランド（欧字名:Liberty Island、香:自由島、2020年2月2日 - 2025年4月27日）は、日本の競走馬。馬名の意味は、アメリカ合衆国・アッパー・ニューヨーク湾の自由の女神像が建っている島（母・ヤンキーローズから連想）。
2022年の阪神ジュベナイルフィリーズを制した後、2023年の桜花賞、優駿牝馬、秋華賞を立て続けに勝利し、史上7頭目となる牝馬三冠を達成した。同年のジャパンカップでイクイノックスの2着に敗れた後は、2024年のドバイシーマクラシックで3着、香港カップで2着と海外遠征で善戦したが勝ち星を挙げることはなく、2025年のクイーンエリザベス2世カップで予後不良による安楽死処分が下され、香港の地で客死した。
2022年度のJRA賞最優秀2歳牝馬、2023年度の最優秀3歳牝馬を受賞した。鞍上は川田将雅が新馬戦からラストランまで一貫して務めた。

## 戦績

### 2歳（2022年）
2022年7月30日新潟5レース（芝外1,600m）の新馬戦でデビュー。単勝2.1倍の1番人気に推される。レースでは4角7番手から末脚を発揮、2着クルゼイロドスルに0.5秒、3馬身の着差をつけ勝利。上がり3F (ゴールまでの600m） を31.4秒（≒68.8 km/h）というスピードで駆け抜けた。これはJRAで計測が始まって以降、同年5月の韋駄天ステークスでルッジェーロが記録したものと同じで、史上最速タイ記録である。レース後川田は「調教通りの内容でした。これからの成長が楽しみな1頭です」と期待をこめたコメントを残した。
次戦は8月28日、新潟2歳ステークスとの報道もあったが、10月29日アルテミスステークス（GIII）へ向かうこととなった。 3枠3番に入り、単勝1.4倍の1番人気に支持された。レースでは、中団で運び4コーナーで外に進路を取ろうとしたところで進路にフタをされ、上手く抜け出せず最後は外から勝ったラヴェルを猛追するもののクビ差の2着に終わる。
3戦目に12月11日の阪神ジュベナイルフィリーズ（GI）を選び、アルテミスSを制したラヴェルのほかコスモス賞（OP）の勝ち馬モリアーナや札幌2歳ステークスの勝ち馬ドゥーラ、同2着馬ドゥアイズなどのライバルと一堂に会した中で、単勝2.6倍、3戦連続の1番人気に推される。レースは前半半マイル（800m）45.2秒の流れを9番手で進めると、最後の直線では大外を強襲、上がり35.5秒で先行馬を交わし、4コーナーまでほぼ同じ位置にいた2着馬シンリョクカ（12番人気）に2馬身半（0.4秒）の着差をつけてGI初制覇を果たした。鞍上の川田は当レース初制覇で、朝日杯FS、ホープフルSと合わせ、史上3人目のJRA2歳G1完全制覇を達成。レース後川田は「負けることはないなと思いました」「パドックからゲート裏まで集中力が増して、とてもいい雰囲気になったなと思っていました。何も言うことがないぐらい、いい走りでした」とコメントした。

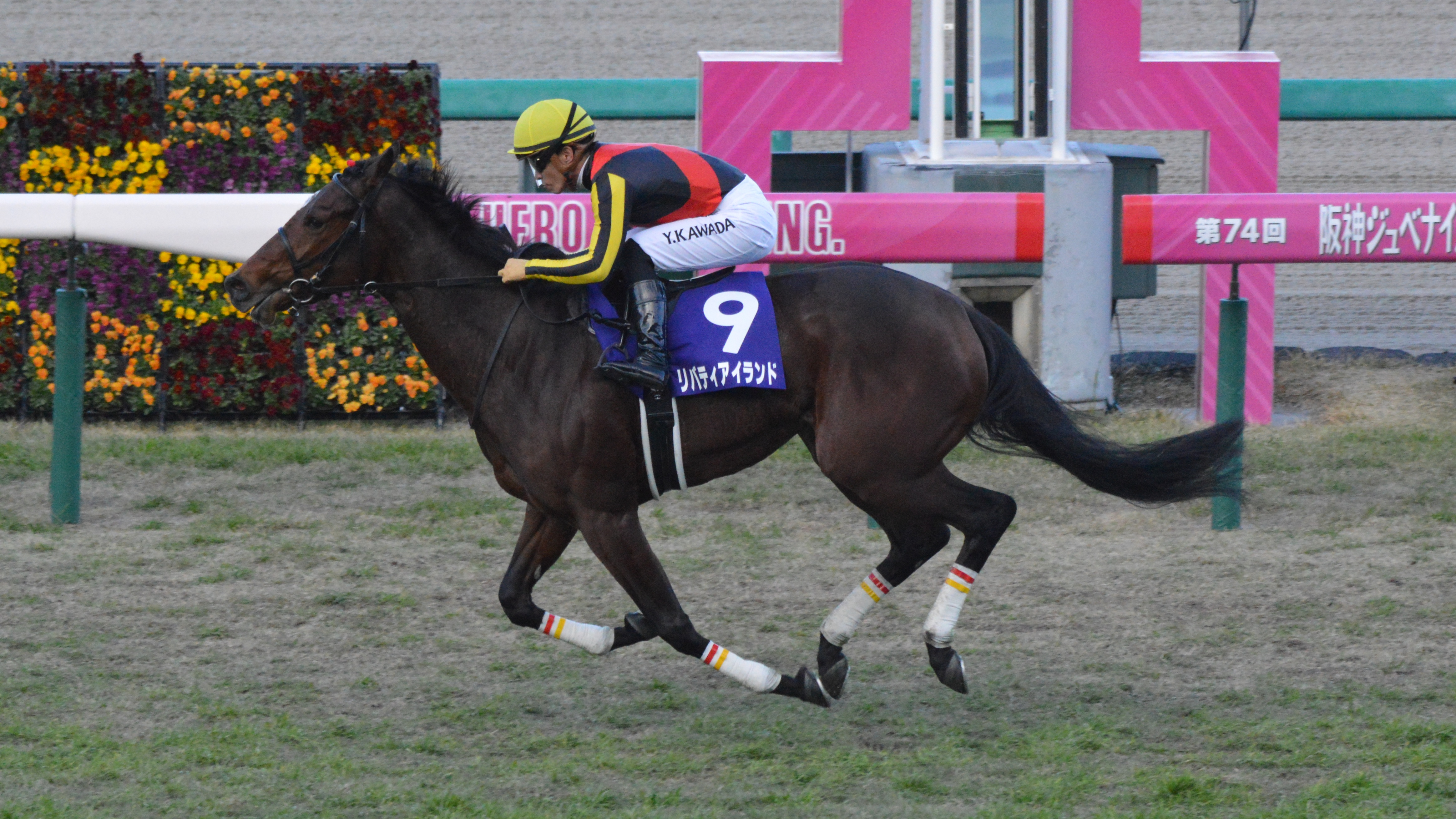
2022年阪神JF

### 3歳（2023年）
1月10日、JRA賞が発表された。リバティアイランドは、最優秀2歳牝馬の選出において288票を獲得。満票での選出となった。1月20日、馬主のサンデーレーシングがホームページで、2023年初戦として牝馬クラシック1冠目で4月9日に行われる桜花賞へ直行することを発表した。
予定通り桜花賞へ出走。トライアルのチューリップ賞、フィリーズレビューをそれぞれ勝ったモズメイメイ、シングザットソングやチューリップ賞2着のコナコースト、同3着ペリファーニア、クイーンカップを勝ったハーパーなどが揃った中で、4ヶ月休養明けにもかかわらず、単勝1.6倍と4戦連続の1番人気に推された。レースではゲートでやや後手を踏んだため中団後方からの競馬となり、4コーナーではまだ16番手付近に位置していたが、直線では大外から上がり3F32.9秒の末脚を繰り出し2着コナコースト、3着ペリファーニアらを差し切り勝利した。鞍上の川田は前年にもスターズオンアースで桜花賞を制しており、史上6人目となる連覇。管理する中内田充正はクラシック競走初制覇となった。
同年春からJRAは、ジョッキーカメラを導入。桜花賞では、断然人気となったリバティアイランドに騎乗する川田のヘルメットに小型カメラが装着され、レース後、Youtubeにて収録された映像を公開した。ゴール後には「勝ったよ、ありがとう」や「お嬢さん、終わりです」などの声が収録されており、公開後3時間で再生数が20万回を突破、X（当時はtwitter）のトレンドに入るなど大きな反響を呼んだ。
レース後は放牧に出され、4月29日に帰厩し、次走の優駿牝馬に向けて調整に入った。そして5月21日、予定通り出走。1.4倍という圧倒的な1番人気となった。ゲート入りを落ち着いて進め、好スタート。後方に控える形となっていたこれまでのレースとは違い、前目からレースを運ぶ。1000m1分ちょうどのペースの中を6番手付近で追走。直線に向き、半ばで追い始めるとみるみる加速。先に抜け出したラヴェルを残り200mの標識を過ぎてからあっさり交わし去り、突き放して追い込むハーパー・ドゥーラの2着争いを尻目にゴール板を通過。後続には6馬身、1.0秒差がついていた。この着差は2012年、ジェンティルドンナが2着馬につけた5馬身差を超え、グレード制導入以降（1984年）における当レース史上最大の着差となった。
GI3勝目は、2022年スターズオンアースに続き2年連続史上17頭目の牝馬クラシック2冠達成。最優秀2歳牝馬の優駿牝馬制覇は史上13頭目。騎乗した川田はジェンティルドンナ以来10年ぶり当レース2勝目。管理する中内田は2000m以上のGI初制覇となった。レース後川田は、「リズム良く走ることができました」「2冠馬までなってくれたことをホっとしているし、強い姿をお見せできて誇らしげに思った」と語った。
5月25日、JRAが優駿牝馬のレーティングを発表。120ポンドという数値を獲得し、2012年ジェンティルドンナ、2017年ソウルスターリング、2018年アーモンドアイ、2022年スターズオンアースの115ポンドを抜いてレース史上トップとなった。26日にノーザンファームしがらきへ放牧に出された。秋は秋華賞にトライアルレースは用いずに直行し、そこで2020年デアリングタクト以来の牝馬三冠を目指すことも明言された。
10月15日、予定通り秋華賞に出走。単勝オッズ1.1倍の圧倒的1番人気に推される。好スタートを切ると、馬群の中段を追走。3コーナーから外めにつけて動き始め、4コーナーから早くも先頭に立つとそのまま他馬の追随を許さず優勝。2020年のデアリングタクト以来3年ぶり、史上7頭目となる牝馬三冠を達成し、GI4勝とした。次走としてジャパンカップに出走すると表明した。また、選択肢の1つとして香港カップの予備登録も行ったことを同時に発表している。
11月26日、予定通りジャパンカップに出走。イクイノックスに次ぐ2番人気に推される。落ち着いたスタートを切ると道中1番人気イクイノックスを見るように前から4、5番手の位置をキープ。そのまま最後の直線に入るとそこから脚を伸ばし、残り150m辺りで2番手まで上がるも、先に抜け出していたイクイノックスを捉えきれず、イクイノックスから4馬身差の2着に敗れた。GI連勝記録は4でストップ、GI初黒星となった。レース後鞍上の川田は「全力で挑ませていただいて素晴らしい走りをしてくれた中で、やっぱり世界一の馬はさすが世界一だなという感じですごく強かったです。ただ、リバティアイランドにとっても素晴らしい経験になったことが今後に必ず生きてくると思います」とこの敗戦を前向きに捉えている。また、同馬の調教師の中内田調教師はレース後、「出走させたことに悔いはありません。悲観する内容ではなかったです。展開に応じて、ちゃんと競馬をしてくれました。リバティも初めて全力で走ったんじゃないですか」と振り返っている。今後について、同馬を所有するサンデーレーシングの吉田俊介代表は、「有馬記念は使わず、休養に入ると思います」と話した。

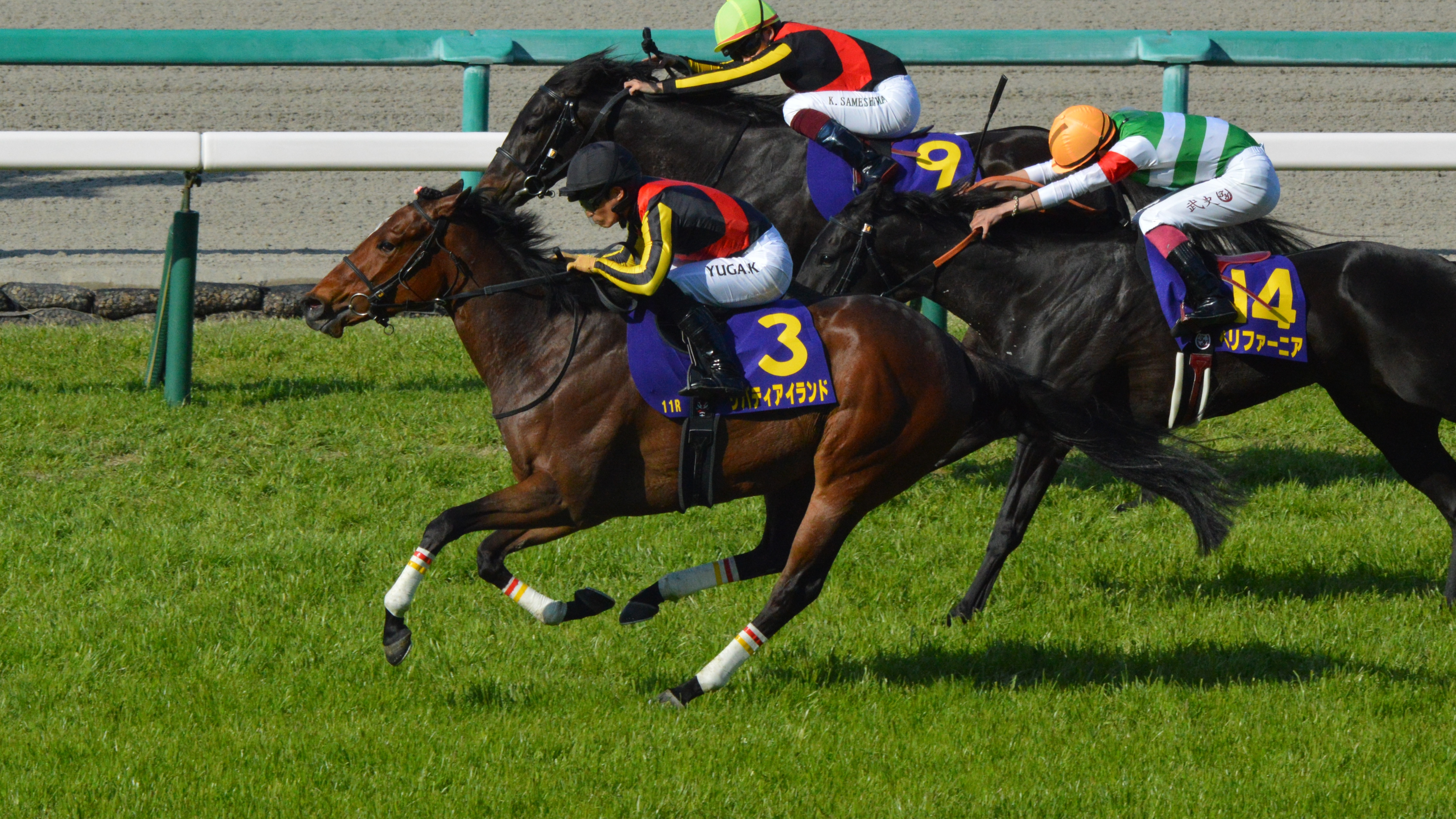
2023年桜花賞
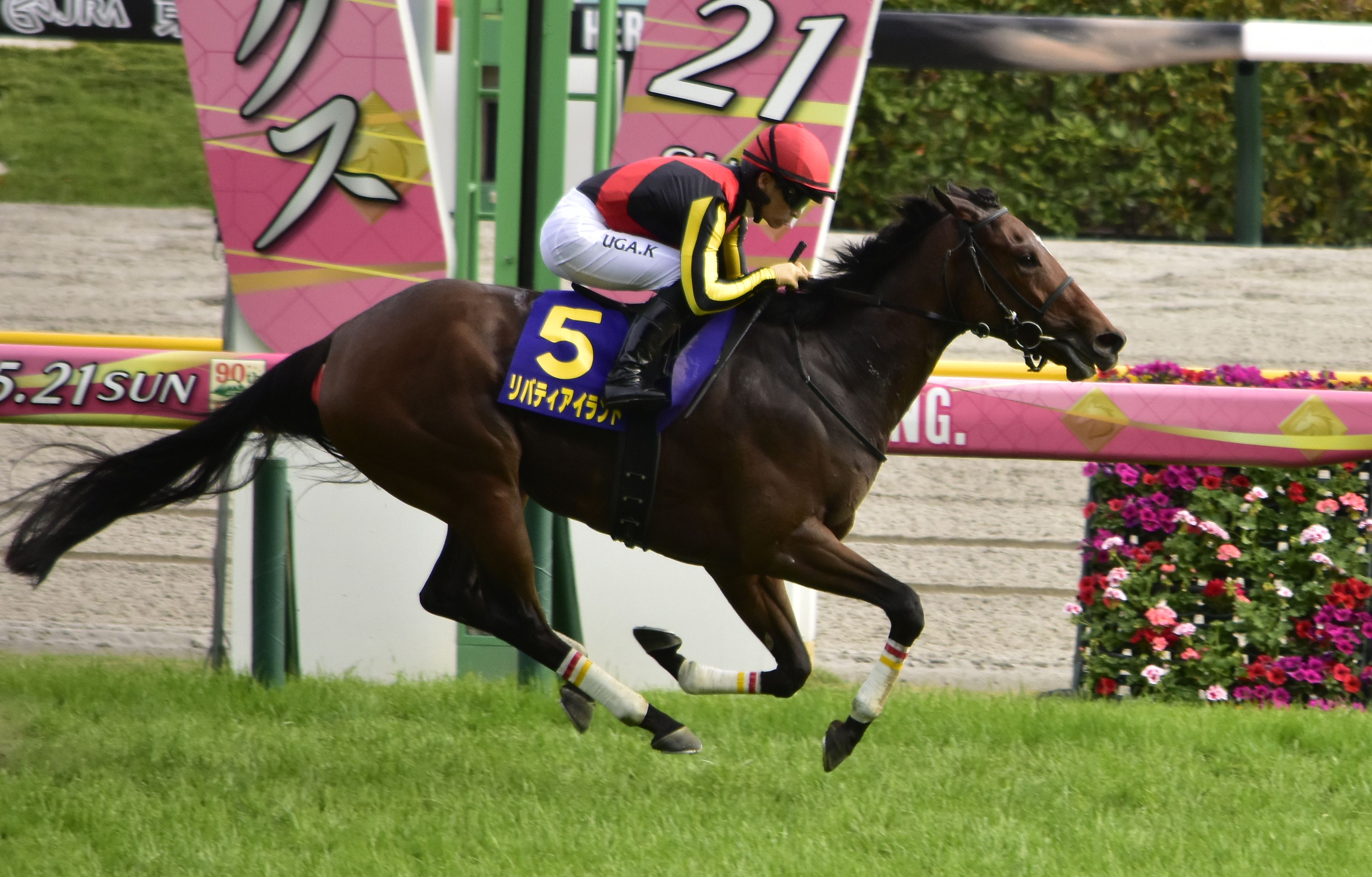
2023年オークス
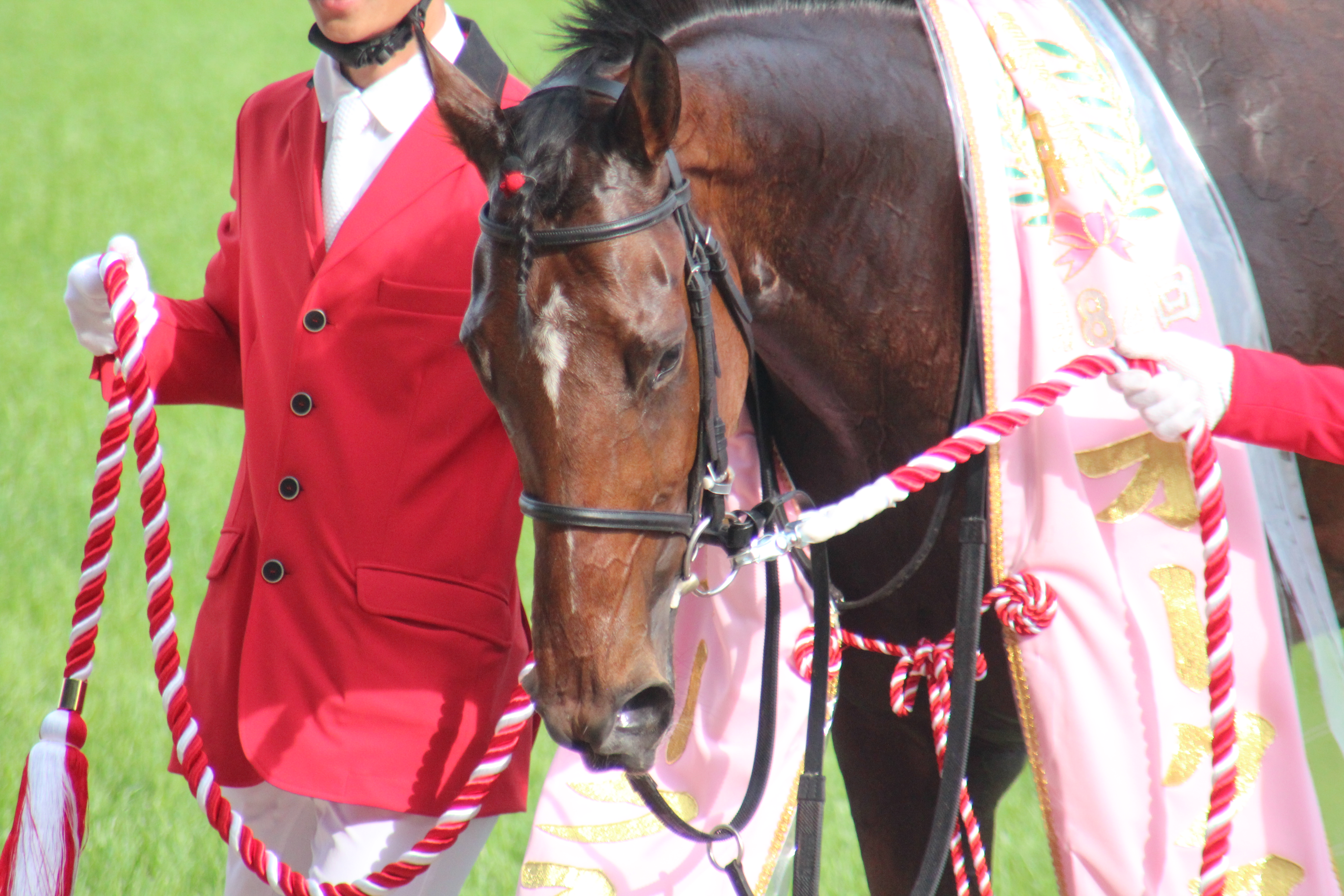
オークス口取り式
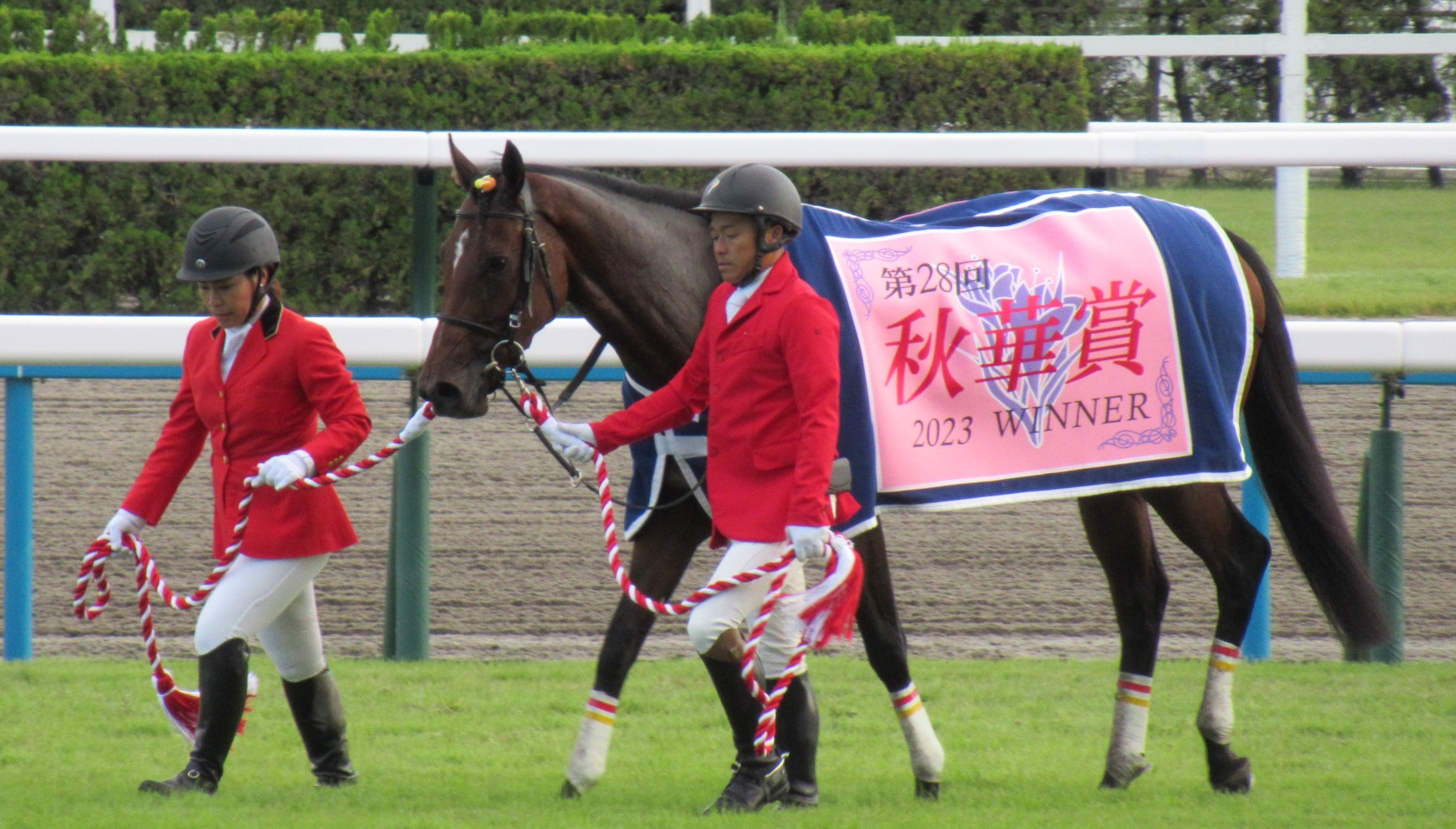
2023年秋華賞

### 4歳（2024年）
4歳シーズンの始動戦にはドバイシーマクラシックを選択。初の海外遠征となる。後日招待状が届き、これを受諾。正式に出走することとなった。レースでは中団の外側を追走し、直線はジリジリと伸びるも早めに抜け出したレベルスロマンスを捕らえるには至らず、同馬主のシャフリヤールにも先着され3着に敗れた。連対を外したのはデビュー8戦目にして初。その後、右前種子骨靭帯炎を発症していることが判明し、春は全休となった。
8月9日、馬主のサンデーレーシングはリバティアイランドの次走を天皇賞・秋とホームページで発表した。
10月27日、予定通りに天皇賞・秋に出走した。レースでは道中は好位の外めを追走して手応え良く直線を迎えたように見えたが、そこからズルズルと後退し13着に大敗した。鞍上の川田は「返し馬の雰囲気も良く、4コーナーまで抜群の手応えで回ってきたけど、これだけ動けなかったのは初めて」と語った。
10月30日、サンデーレーシングは新たにジャパンカップを検討していることを発表したが、この時点で香港カップの予備登録も済ませており、11月6日にジャパンカップは回避して香港カップへ向かうと発表された。
12月8日に行われた香港カップに予定通り出走した。レースでは道中後方4番手に控え、最後の直線では差し脚を伸ばしたが先に抜け出していたロマンチックウォリアーには及ばず2着となった。レース後川田は「とても具合が良く、競馬を迎えられました。彼女が気持ち良く走れるように、というのをメインに競馬を組み立て、強い勝ち馬を意識し、少し離れたところから捕まえに行くプランでした。ただ、並ぶところまで持っていけなかったのは、やはりこの香港の偉大なチャンピオンの1頭ですから、全力で挑めたことをありがたく思います。」と語った。

### 5歳（2025年）
4月5日、ドバイターフに出走した。レースでは中団を追走しながら最後の直線へ向いたが、大きく伸びを欠いて8着に大敗した。レース後、中内田調教師は「馬の状態は非常に良くて、返し馬もジョッキーからは良かったということでした。良いリズムで運べていましたし、4コーナー回ってくる雰囲気も良かったので、あとひと伸びしてくれればというところでした。今回は期待に添えれず申し訳ない気持ちで一杯です」と語った。また、鞍上の川田も「返し馬の雰囲気も良く、4コーナーまではとても良い内容で走ってこれていたのですが、直線動くことだけができなくて、色々と変化を感じる今日のレースになりました。」と、かつてのような末脚を繰り出せなくなった本馬の現状について語った。

#### 競走中の事故により安楽死措置
そのまま4月27日の香港・沙田競馬場で行われるクイーンエリザベス2世カップへの招待を受諾し、帰国せずドバイから香港へ移動してレースへ出走した。
レースでは後方を追走し徐々に位置を上げて直線に向いたが、歩様が乱れて急激に減速し、鞍上の川田将雅が下馬して競走中止となった。その後、「左前脚の種子骨靭帯の内側と外側を断裂しており、球節部の亜脱臼により球節部が地面に着いている状態」から予後不良の診断が下され、安楽死措置が取られた。日本の競馬史において牝馬三冠を含めた3歳三冠を達成した競走馬がレース中に予後不良となったのは史上初の事例である。
香港ジョッキークラブのCEOであるウインフリート・エンゲルブレヒト＝ブレスゲスは、チャンピオンズデーの総括に当たり「残念なことにリバティアイランドの命を救うことができませんでした。偉大な競走馬だったリバティアイランドに心から敬意を表したいと思います。本当に残念です」とコメントした。
騎乗していた川田は、自身のInstagramの投稿において「言葉では言い表せない想いです。最悪の結末を迎えてしまい、彼女に申し訳ない。皆様からリバティを奪ってしまい、申し訳ありません。彼女は最後まで全力で頑張ってくれました。転ぶことなく耐えてくれ、最後まで僕を守ってくれました。止まってからも、気丈に穏やかに振る舞ってくれ、強すぎるくらい強く、賢い子でした。素早い対応で彼女に寄りそってくれた、香港ジョッキークラブに心から感謝してます。レースで乗ってるにも関わらず、厩舎でも僕を受け入れてくれた優しい子でした。家族にも優しくしてくれました。たくさんの思い出が色々浮かびますが、全ては彼女がいてくれたから。感謝しかありません。そしてこんなことになってしまった申し訳なさしかありません。彼女を応援してくれた皆様、本当にありがとうございました」とコメントしていた。
なお、5月3日から25日までの中央競馬開催日において、全国の競馬場・ウインズに追悼の献花台・記帳台が設置された。
遺体は検疫の関係上、通常であれば現地で土葬となるが、馬主であるサンデーレーシング代表の吉田俊介の意向と香港ジョッキークラブの配慮により、香港で火葬に付せられて供養された後に遺骨として日本に戻された。吉田俊介とリバティアイランドの生産者であるノーザンファーム代表の吉田勝己は「ファンの方々が墓参できる場所」として、墓碑の建立を検討している。候補地として、北海道苫小牧市にあるノーザンホースパーク、安平町にあるノーザンファームが選択肢として挙げられていたが、同年8月6日、ノーザンホースパークに墓碑が設置され、同月8日の一般公開に先んじて、設置記念セレモニーが行われた。

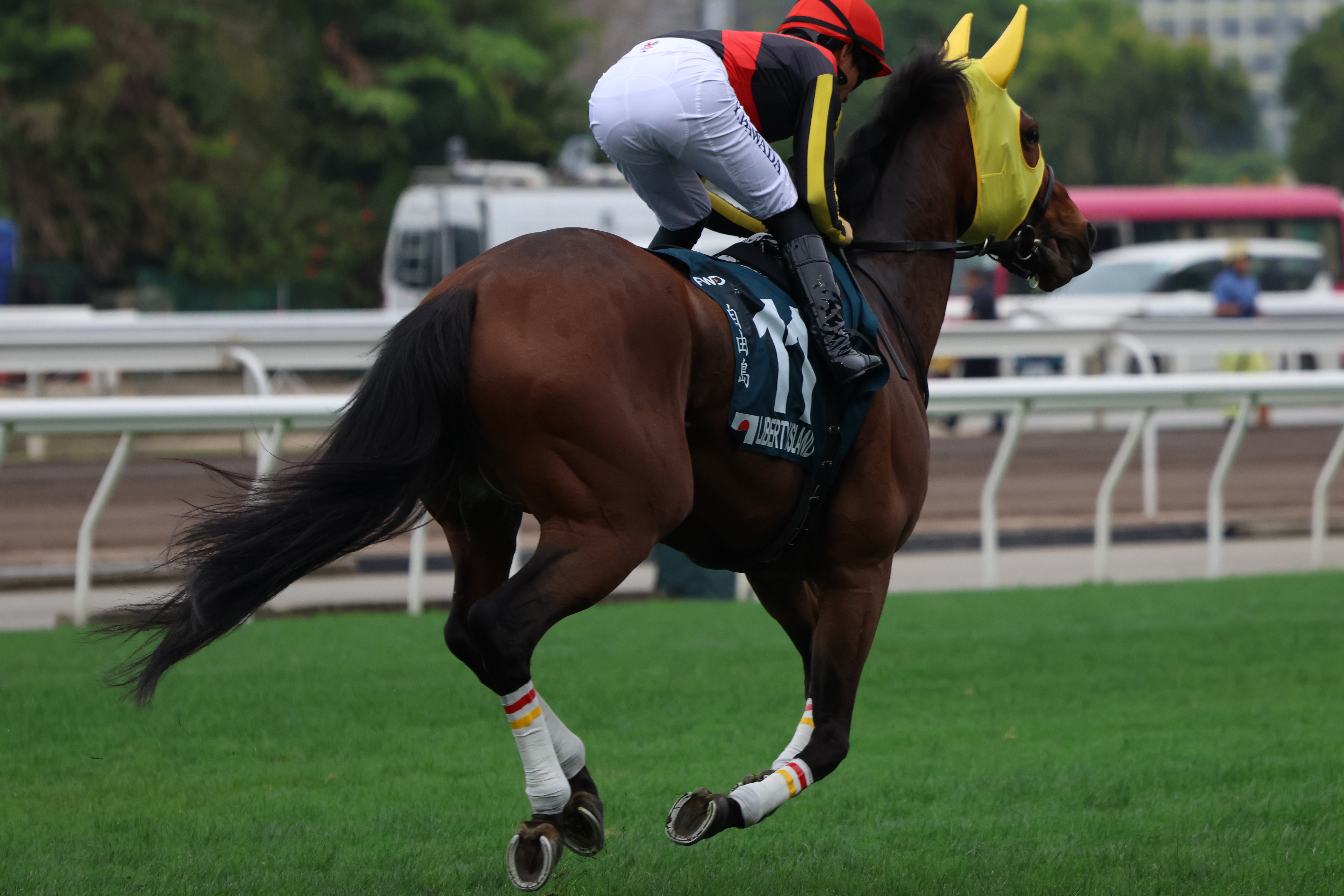
クイーンエリザベス2世カップ出走時
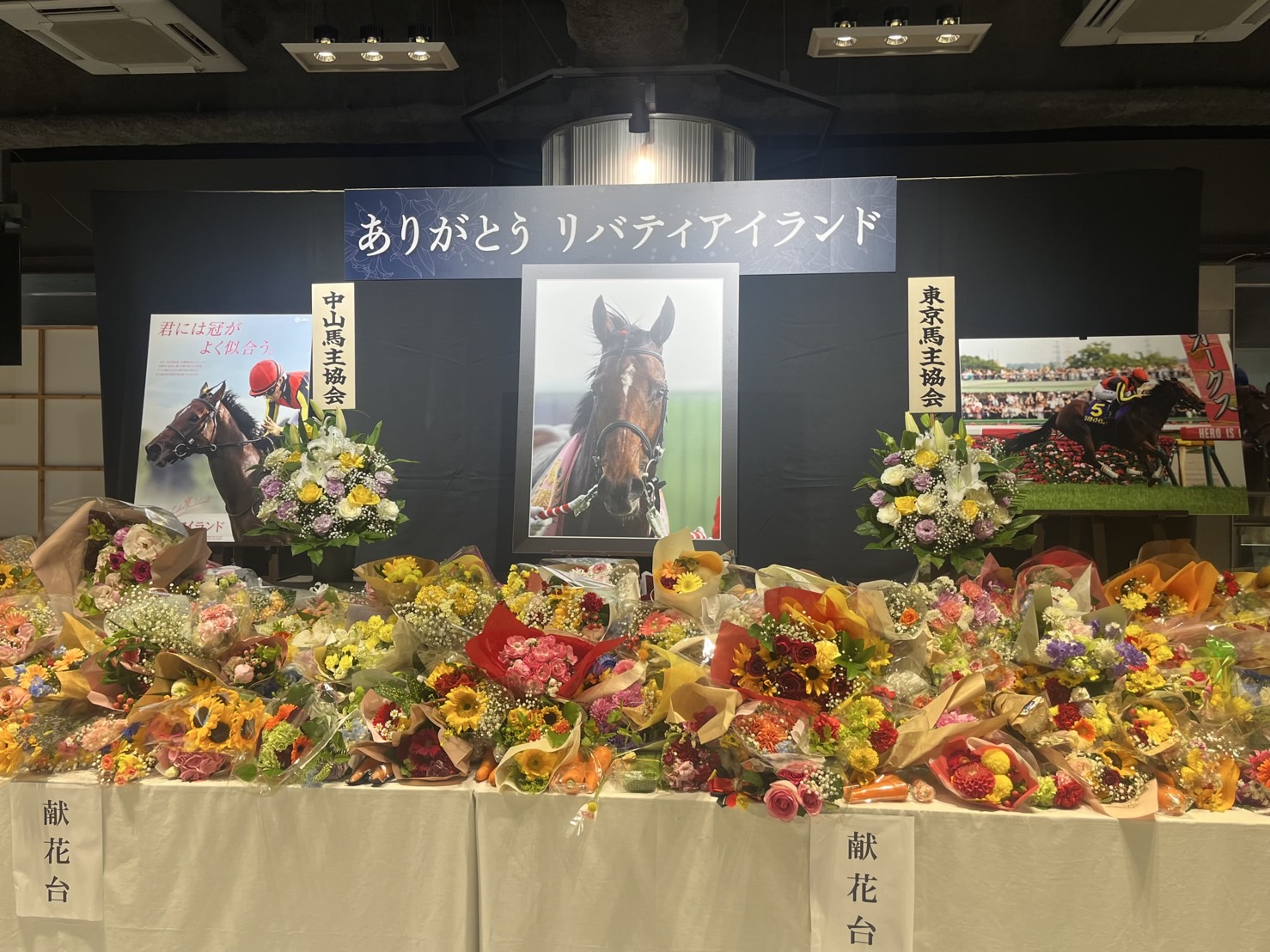
東京競馬場に設置された献花台

## 競走成績
以下の内容は、JBISサーチ、netkeiba.com、Racing Post、エミレーツ競馬協会および香港ジョッキークラブの情報に基づく。
| 競走日     | 競馬場   | 競走名       | 格   | 距離（馬場）  | 頭 数 | 枠 番 | 馬 番 | オッズ （人気） | 着順 | タイム （上り3F） | 着差  | 騎手      | 斤量 [kg] | 1着馬（2着馬）         | 馬体重 [kg] |
| ---------- | -------- | ------------ | ---- | ------------- | ----- | ----- | ----- | --------------- | ---- | ----------------- | ----- | --------- | --------- | ---------------------- | ----------- |
| 2022.07.30 | 新潟     | 2歳新馬      |      | 芝1600m（良） | 12    | 2     | 2     | 002.10（1人）   | 01着 | R1:35.8（31.4）   | -0.5  | 0川田将雅 | 54        | （クルゼイロドスル）   | 464         |
| 0000.10.29 | 東京     | アルテミスS  | GIII | 芝1600m（良） | 10    | 3     | 3     | 001.40（1人）   | 02着 | R1:33.9（33.3）   | -0.1  | 0川田将雅 | 54        | ラヴェル               | 468         |
| 0000.12.11 | 阪神     | 阪神JF       | GI   | 芝1600m（良） | 18    | 5     | 9     | 002.60（1人）   | 01着 | R1:33.1（35.5）   | -0.4  | 0川田将雅 | 54        | （シンリョクカ）       | 462         |
| 2023.04.09 | 阪神     | 桜花賞       | GI   | 芝1600m（良） | 18    | 2     | 3     | 001.60（1人）   | 01着 | R1:32.1（32.9）   | -0.2  | 0川田将雅 | 55        | （コナコースト）       | 466         |
| 0000.05.21 | 東京     | 優駿牝馬     | GI   | 芝2400m（良） | 18    | 3     | 5     | 001.40（1人）   | 01着 | R2:23.1（34.0）   | -1.0  | 0川田将雅 | 55        | （ハーパー）           | 466         |
| 0000.10.15 | 京都     | 秋華賞       | GI   | 芝2000m（稍） | 18    | 3     | 6     | 001.10（1人）   | 01着 | R2:01.1（33.6）   | -0.1  | 0川田将雅 | 55        | （マスクトディーヴァ） | 476         |
| 0000.11.26 | 東京     | ジャパンC    | GI   | 芝2400m（良） | 18    | 1     | 1     | 003.70（2人）   | 02着 | R2:22.5（33.9）   | -0.7  | 0川田将雅 | 54        | イクイノックス         | 470         |
| 2024.03.30 | メイダン | ドバイSC     | G1   | 芝2410m（Gd） | 12    | 9     | 12    | 002.80（1人）   | 03着 | R2:27.16          | -0.44 | 0川田将雅 | 54.5      | Rebel's Romance        | 計不        |
| 0000.10.27 | 東京     | 天皇賞（秋） | GI   | 芝2000m（良） | 15    | 7     | 12    | 002.30（1人）   | 13着 | R1:58.1（34.1）   | -0.8  | 0川田将雅 | 56        | ドウデュース           | 492         |
| 0000.12.08 | 沙田     | 香港カップ   | G1   | 芝2000m（Gd） | 11    | 5     | 9     | 004.70（2人）   | 02着 | R2:00.74          | -0.23 | 0川田将雅 | 55.5      | Romantic Warrior       | 474         |
| 2025.04.05 | メイダン | ドバイターフ | G1   | 芝1800m（Gd） | 11    | 5     | 11    | 007.60（2人）   | 08着 | R1:46.42          | -0.58 | 0川田将雅 | 55        | Soul Rush              | 計不        |
| 0000.04.27 | 沙田     | QE2世カップ  | G1   | 芝2000m（Gd） | 11    | 11    | 11    | 004.20（3人）   |      | 0競走中止         |       | 0川田将雅 | 55.5      | Tastiera               | 473         |

- 海外の競走の「枠番」欄にはゲート番を記載

## 血統表
| リバティアイランドの血統                   | リバティアイランドの血統                   | リバティアイランドの血統                   | （血統表の出典）                           | （血統表の出典）  |
| 父系                                       | キングマンボ系（ミスタープロスペクター系） | キングマンボ系（ミスタープロスペクター系） | キングマンボ系（ミスタープロスペクター系） | [ § 2 ]           |
| 父 ドゥラメンテ 2012 鹿毛                  | 父の父キングカメハメハ 2001 鹿毛           | Kingmambo                                  | Mr. Prospector                             | Mr. Prospector    |
| 父 ドゥラメンテ 2012 鹿毛                  | 父の父キングカメハメハ 2001 鹿毛           | Kingmambo                                  | Miesque                                    |                   |
| 父 ドゥラメンテ 2012 鹿毛                  | 父の父キングカメハメハ 2001 鹿毛           | *マンファス                                | *ラストタイクーン                          | *ラストタイクーン |
| 父 ドゥラメンテ 2012 鹿毛                  | 父の父キングカメハメハ 2001 鹿毛           | *マンファス                                | Pilot Bird                                 |                   |
| 父 ドゥラメンテ 2012 鹿毛                  | 父の母アドマイヤグルーヴ 2000 鹿毛         | *サンデーサイレンス                        | Halo                                       | Halo              |
| 父 ドゥラメンテ 2012 鹿毛                  | 父の母アドマイヤグルーヴ 2000 鹿毛         | *サンデーサイレンス                        | Wishing Well                               |                   |
| 父 ドゥラメンテ 2012 鹿毛                  | 父の母アドマイヤグルーヴ 2000 鹿毛         | エアグルーヴ                               | *トニービン                                | *トニービン       |
| 父 ドゥラメンテ 2012 鹿毛                  | 父の母アドマイヤグルーヴ 2000 鹿毛         | エアグルーヴ                               | ダイナカール                               |                   |
| 母 *ヤンキーローズ Yankee Rose 2013 青鹿毛 | 母の父All American 2005 黒鹿毛             | Red Ransom                                 | Roberto                                    | Roberto           |
| 母 *ヤンキーローズ Yankee Rose 2013 青鹿毛 | 母の父All American 2005 黒鹿毛             | Red Ransom                                 | *アラビアII                                |                   |
| 母 *ヤンキーローズ Yankee Rose 2013 青鹿毛 | 母の父All American 2005 黒鹿毛             | Milva                                      | Strawberry Road                            | Strawberry Road   |
| 母 *ヤンキーローズ Yankee Rose 2013 青鹿毛 | 母の父All American 2005 黒鹿毛             | Milva                                      | Tersa                                      |                   |
| 母 *ヤンキーローズ Yankee Rose 2013 青鹿毛 | 母の母Condesaar 2004 黒鹿毛                | *ザール                                    | Zafonic                                    | Zafonic           |
| 母 *ヤンキーローズ Yankee Rose 2013 青鹿毛 | 母の母Condesaar 2004 黒鹿毛                | *ザール                                    | Monroe                                     |                   |
| 母 *ヤンキーローズ Yankee Rose 2013 青鹿毛 | 母の母Condesaar 2004 黒鹿毛                | Condescendance                             | El Gran Senor                              | El Gran Senor     |
| 母 *ヤンキーローズ Yankee Rose 2013 青鹿毛 | 母の母Condesaar 2004 黒鹿毛                | Condescendance                             | Condessa                                   |                   |
| 母系(F-No.)                                | ヤンキーローズ(AUS)系(FN:5-h)              | ヤンキーローズ(AUS)系(FN:5-h)              | ヤンキーローズ(AUS)系(FN:5-h)              | [ § 3 ]           |
| 5代内の近親交配                            | Mr. Prospector 4×5 Hail to Reason 5×5      | Mr. Prospector 4×5 Hail to Reason 5×5      | Mr. Prospector 4×5 Hail to Reason 5×5      | [ § 4 ]           |
| 出典                                       | 1. 2. 3. 4.                                | 1. 2. 3. 4.                                | 1. 2. 3. 4.                                | 1. 2. 3. 4.       |

- 母ヤンキーローズは豪州産の競走馬で、豪G1のスプリングチャンピオンステークスとサイアーズプロデュースステークスを勝利している[76]。
- 3代母Condescendanceの半兄にビコーペガサス（京成杯、セントウルステークス）、半姉Valiraの孫にシンボリグラン（CBC賞）がいる。
- 父方の5代前トライマイベストと、母方の4代前El Gran Senorは全兄弟（父Northern Dancer×母Sex Appeal）。全兄弟を近親交配とするなら5×4となる。

## エピソード
- 2025年8月11日、本馬が安楽死により死亡する前の同年4月12日に、調教助手として担当していた松崎が闘病の末に亡くなっていたことが中内田のホームページにより公表された[77]。ホームページには「記録や記憶に残る名馬に携わり厩舎や競馬業界に貢献していただいたことに調教師はじめ厩舎といたしましても深い感謝しかありません。心よりご冥福をお祈りいたします」と哀悼の言葉が綴られていた[78][79]。また、主戦を務めていた川田は「闘病で辛い苦しい状況でも、気丈にいつも通り、馬にも僕らにも接してくれてました。体調的にドバイには行けず、日本で見守る松崎さんに、結果で喜んでもらいたいと思い戦いましたが、残念ながらいい結果を持ち帰ることはできませんでした」「色んな想いをさらに背負い、我々チームは香港の戦いに挑みました。そして、リバティも旅立ってしまいました。大切な仲間と大切なリバティが、こんな短期間で旅立つとは。そんなに急いで追いかけなくても。でもあれだけ愛して大切にしてくれた松崎さんのそばに、リバティは早く行きたかったんだろうね。今頃仲良く楽しく過ごしてるよ。そう自分に言い聞かせ続けてます。僕はそう思ってます」「皆さん色んな想い、考えがあり、その全てに正解も間違いもないと思います。2人で仲良く過ごしてる。俺もいつかはそっちに行くから会える。その時まで、またね。僕はそう思ってます」と自身のInstagramでコメントを残した[80]。